# فوارة حارة

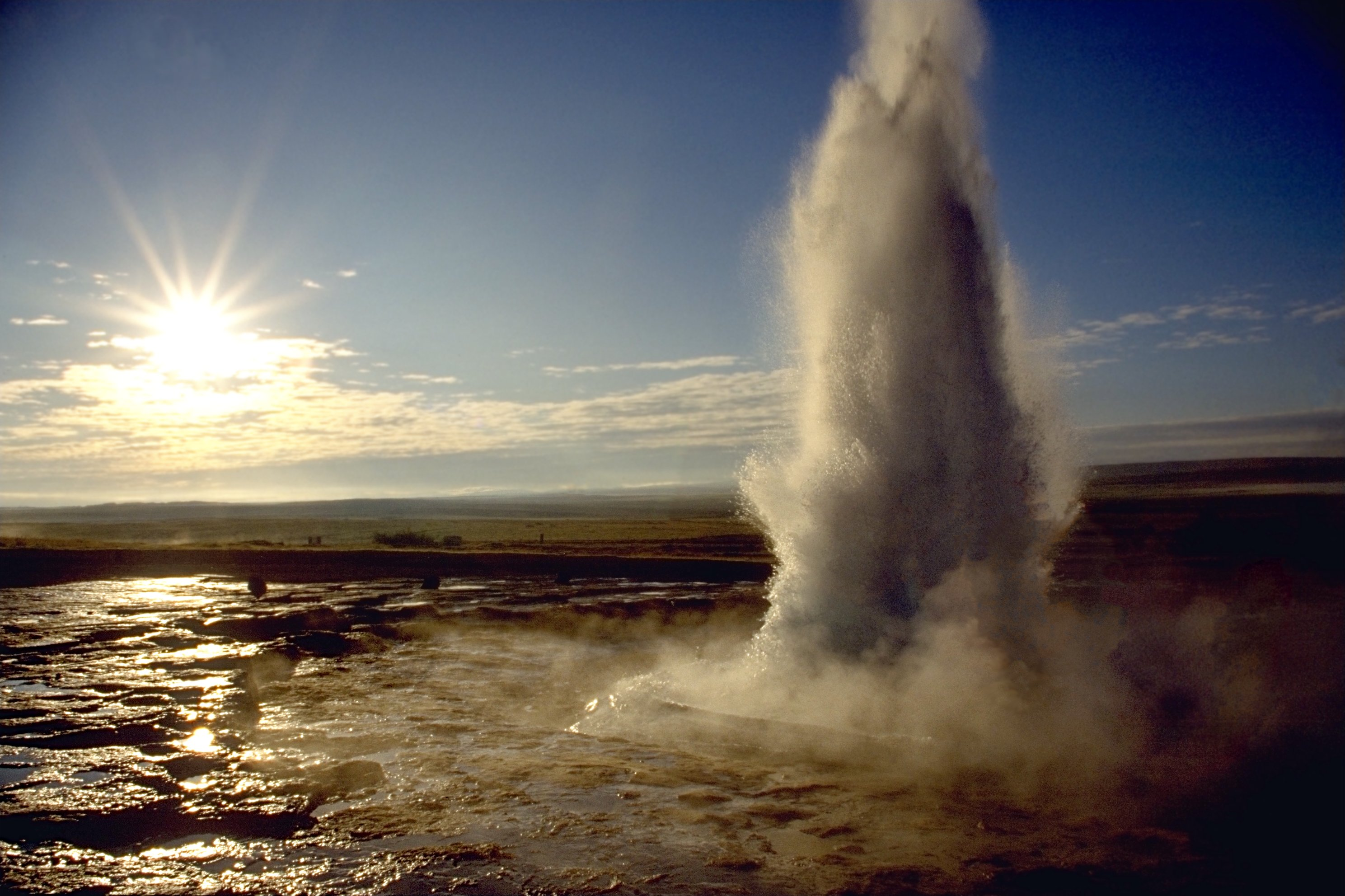
فوارة حارة في آيسلندا.

الفوَّارة الحارة أو الساخنة أو الفوار الأرضي أو النبع الحار أو الجَيْزَر أو الحَمَّة هي نبْعِ ماءٍ حارٍّ يدفعُ الماءَ الساخنَ و البخارَ في الهواءِ من فتحاتٍ وشقوقَ في السطحِ الخارجيِّ للقشرةِ الأرضيةِ بشكلٍ متكرّر. تتشكل السخانات في ظروف خاصة، لا توجد إلا في عدد قليل من الأماكن على الأرض . لذلك فهي ظاهرة نادرة تظهر في بعض الأراضي ذات طبيعة بركانية مثل إسلندة.
وتوجد السخانات في المنطقة البركانية يلوستون كالديرا في الولايات المتحدة الأمريكية.
| ثوران ستروكر | ثوران ستروكر |
| ------------ | ------------ |
|              |              |
|              |              |
|              |              |

## أقرأ أيضا
- بلو لاغون (إيسلندا)
- كالديرا يلوستون
- شلال غولفوس
- أكتوبوس سبرينغ
- حميت